# American Journal of Human Biology
American Journal of Human Biology is een internationaal, aan collegiale toetsing onderworpen wetenschappelijk tijdschrift op het gebied van de biologie.
De naam wordt in literatuurverwijzingen meestal afgekort tot Am. J. Hum. Biol.
Het wordt uitgegeven door Wiley-Liss namens de Human Biology Council en verschijnt tweemaandelijks.
Het eerste nummer verscheen in 1989.